# Кадуриш, Ирене
Ирене Кадуриш (нем. Irene Cadurisch; род. 23 октября 1991, Самедан, Граубюнден) — швейцарская биатлонистка. Участница Зимних Олимпийских игр в Сочи.

## Биография
Впервые спортсменка приняла участие на крупных турнирах 2012 году на Чемпионате мира по биатлону в немецком Рупольдинге, где она участвовала в эстафетной гонке. В состав женской сборной Швейцарии по биатлону она окончательно попала в сезоне 2013/2014. До этого Кадуриш выступала на лыжных соревнованиях и участвовала в лыжном чемпионате Швейцарии.
В своем первом сезоне в Кубке мира Кадуриш заняла 70-е место в личном зачете у женщин. Свой лучший результат в личных гонках она показала Поклюке, где заняла 19-е место в спринте.
На Олимпиаде в Сочи лучшее достижение у Кадуриш было 9 место в эстафете, где она выступала вместе с сестрами Гаспарин.

## Спортивная карьера

### Участие в Олимпийских играх
| Год  | Место проведения | Спринт | Гонка преследования | Индивидуальная гонка | Масс-старт | Эстафета | Смешанная эстафета |
| ---- | ---------------- | ------ | ------------------- | -------------------- | ---------- | -------- | ------------------ |
| 2014 | Сочи             | —      | —                   | 37                   | —          | 9        | —                  |
| 2018 | Пхёнчхан         | 8      |                     |                      |            |          |                    |